# 金澤みわ
金澤 みわ（かなざわ みわ、2月16日 - ）は、最高位戦日本プロ麻雀協会に所属した元競技麻雀のプロ雀士。

## 概要
ゲームのアカギをやったことをきっかけに雀荘でアルバイトを始める。プロが周りに大勢いる環境から、アドバイスや後押しをしてもらいプロ試験を受験する。

東京都出身。血液型はO型。

## 主な出演作品

### 地元誌
- 赤羽Style

### TV出演
- 2012年　われめDEポンのアシスタントとして参加